# 多田政一
多田 政一（ただまさかず、1911年 - 1998年）は、医学者、NPOユー・アイ・クラブの創設者、第一酵母株式会社の創業者である。

## 経歴

### 綜統医学の提唱と普及
1911年、大阪府大阪市にて生まれる。父は、漢学者の多田北溟。
中学4年の折、結核を発病。医者にかかるも一向に回復しなかったことから、局所のみの治療を行う西洋医学（現代医学）に疑問を抱き、医療が全体観によって組みなおされることの必要性を実感する。また、このできごとにより高校時代から医学を学び始めるが、西洋医学の立場は対症療法であると感じ、医学を根本から洗いなおすべく生物・物理学への道へ進むことを決意。東京帝国大学理学部動物学科に進学し、生理学一般を学ぶ。医学部生理学教室の橋田邦彦教授のもとにも出入りし、師事した。また、動物学科の同級生であった八杉龍一（生物学史家、東京工業大学教授、早稲田大学教授）、秋田泰一（東京大学教授、茨城大学学長）とともに、秀才三人衆として、3人とも名前の終りが一だったことから「三一」と呼ばれた。
在学中には生理学を学ぶと同時に、子供の頃に父親から東洋哲学・東洋の学問を教育された影響もあり、人間が本来持っている自然治癒力を最大限に発揮させる東洋医学に可能性を見出す。その後1933年、大学3年生の時に綜統医学連盟を設立。西洋医学と東洋医学を総合・統一的にとらえた独自の医学、綜統医学（現在の生活医学）を提唱する。綜統医学の推薦者には、勅選貴族院議員の江口定条、逓信大臣等を務めた小泉又次郎、司法大臣・鉄道大臣等を務めた小川平吉、商工大臣を務めた俵孫一、厚生大臣・拓務大臣を務めた秋田清、内務大臣・文部大臣等を務めた水野錬太郎、警視総監・宮城県知事等を務めた丸山鶴吉、同じく警視総監を務めた赤池濃、日本大学教授の高須芳次郎らが名を連ねた。また、三和銀行の当時の頭取であった中根貞彦の依頼により、三和銀行の健康相談役を務めたほか、綜統医学に傾倒した人々の招きにより全国で講演活動を展開した。支持者の中には陸軍軍人の石原莞爾もおり、日本国民の保健と生活について政一に指導を仰いでいた。
1945年、綜統医学を達成するには大衆の理解が必要と青年運動を行うべく伊豆韮山に「綜統学術院」を創立。資本主義と社会主義を超えた「第三民主同盟」を結成し、政治活動を展開した。また、並行して綜統医学の研究も進め、その功績が認められてアメリカ国際アカデミー名誉会員、ドイツ（心理学）アカデミー名誉会員、スペインビサンチン大学名誉客員、カナダ国際アカデミー名誉会員などに選ばれた。
1950年、綜統学術院・第三民主同盟を発展させたユー・アイ・クラブを発足（1999年にNPO法人化）。綜統医学の指導と深化に努めた。同年の第2回参議院議員通常選挙に全国区から諸派で立候補したが落選した。

### 天然酵母飲料コーボンの開発・発酵食の普及活動
綜統医学の研究テーマのひとつに微生物と発酵食があり、特に、日本で古来より日常生活と密接な関係にあった味噌・しょうゆ・酒などをつくる酵母菌の重要性に注目。また、食の多様化により昔ながらの生きている酵母を含んだ発酵食の摂取量が減少することを危惧し、伊豆にて酵母飲料・酵母食品の研究を行った。その結果、1950年に伊豆天城山にて椿の葉の夜露から採取した酵母菌を果物に付着・自然発酵させ、菌の増殖・強化・安定・完熟を行った天然酵母飲料の製造に成功。綜統学術院の同志や病気療養のために訪れる人々に配布した。また、同年、天然酵母飲料（現在のコーボン）を製造・販売する第一酵母を創業した。
その傍ら、健康とは微生物との安定共存であること、また有益な微生物を補給する発酵食の重要性を唱えた。天然酵母飲料を使った断食や発酵果実食（半断食）等の食事療法を指導し、発酵食によって養生する発酵食養法の研究・普及と実践に努めた。

### ベジタリアンとしての活動
政一は、微生物と発酵食とともに、食の近代化に伴う肉食過多の害についても研究し、穀物菜食と発酵食を組み合わせた菜食性発酵食養を推進した。その重要性を掲げ、1957年に日本代表としてインドで開催された第15回世界ベジタリアン会議に出席。国際ベジタリアン連盟副総裁に選出される。その後も、1973年の第22回世界ベジタリアン会議（スウェーデン）、1975年の第23回ベジタリアン会議（アメリカ）、1977年の第24回ベジタリアン会議（インド）、1979年の第25回ベジタリアン会議（インド）に出席した。

## 著書
- 『綜統医学提唱論』日本綜統学術研究院 1935年
- 『綜統医学通説』日本綜統学術院 1936年
- 『綜統医学提唱 日本人の生くべき道:日本養生道と全体医学』日本綜統学術院出版部 1937年
- 『行としての衣食住』日本綜統学術院出版部 1939年
- 『科学より学問へ日本保健学提唱』日本綜統学術院出版部 1937年
- 『綜統医学原論 第1巻』綜統医学東京聯盟 1941年
- 『綜統医学原論 第2巻』綜統医学東京聯盟 1942年
- 『綜統医学原論 第3巻（上・中・下）』綜統医学東京聯盟 1942年
- 『食・農・医の第三革命論』真日本社 1946年
- 『第三民主主義と共農連合について』日本綜統学術院 1947年
- 『二つの世界と第三日本:唯生論と第三民主主義入門』三民社 1948年
- 『敗戦日本の世界的使命』綜統学術関西中央代表聯盟
- 『唯生辮證法と唯生史観（戦争なき世界観）』日本綜統学術院 1950年
- 『独立日本の真使命』日本綜統学術院 1952年
- 『原爆時代の特攻的再軍備』日本綜統学術院 1952年
- 『食と性による人間の改造法』オリオン社 1953年
- 『現代病と精神失調:肉食と性慾過剰』オリオン社 1954年
- 『夫婦と親子関係の改造法』日本綜統学術院 1956年
- 『人生は思う通りに生きられる:神経医学による人生設計』竜南書房 1959年
- 『日本の無血革命計画』日本綜統学術院 1959年
- 『現代医学の欠陥と人間改造』日本綜統学術院 1963年
- 『医学の革命と人間性の改造』YOU・Iクラブ全国センター 1966年
- 『日本人の健康と幸福の秘密:食と性の特異性』YOU・Iクラブ全国センター 1969年
- 『21世紀への健康法』YOU・Iクラブ 1975年
- 『不老不死の妙薬を求めて:発酵微生物の妙味』YOU-I Club 1975年
- 『不信と病魔に揺れる日本人』YOU・Iクラブ 1979年
- 『健康生活と天然酵母の活用法』日本健康医学センター 1983年
- 『ありがとう！健康』YOU・Iクラブ 東京センター
- 『ガン・ボケ・非行からの脱出 : 生と死のバイブル』YOU・I・クラブ・本部 1984年
- 『食と性で健康:なぜ成人病は治らないか』農山漁村文化協会 1986年
- 『生老病死』YOU・I・クラブ 1986年

## 発行紙
- 『綜統学術すめらまなび』綜統医学連盟
- 『medicosmmologia 綜統医学』日本綜統学術院
- 『大乗医学』綜合医学相互研究会
- 『第三日本』第三民主同盟
- 『人間改造』日本綜統学術院
- 『人間の改造 YOU・Iジャーナル』日本綜統学術院
- 『Health & Love』日本綜統学術院
- 『生活医学ジャーナル』NPOユー・アイ・クラブ